# Patrick Huth
Patrick Klaus Huth (* 25. Juli 1995) ist ein deutscher Fußballspieler.

## Karriere
Im Sommer 2014 wechselte Huth aus der U-19 in die 1. Mannschaft des TSV Schott Mainz. Er spielte insgesamt zwei Spielzeiten in der Oberliga Rheinland-Pfalz/Saar und absolvierte während dieser Zeit 61 Ligaspiele, in denen er 17 Treffer erzielte. Auch bei der 2. Mannschaft in der Bezirksliga Rheinhessen kam er zum Einsatz.
Huth wechselte am 1. Juli 2016 zur Zweitvertretung von Mainz 05 in die 3. Liga. Er hatte bereits bis 2010 in der Jugendabteilung der 05er gespielt. Sein Debüt gab er am 21. September 2016; bei der 1:2-Heimniederlage gegen SV Wehen Wiesbaden kam er in der 65. Spielminute für Mounir Bouziane in die Partie. Danach absolvierte er noch ein weiteres Drittligaspiel in dieser Saison. Nach dem Abstieg der Mannschaft in die Viertklassigkeit kam er in dieser in weiteren fünf Meisterschaftsspielen zum Einsatz; weitere Einsätze blieben aus. In der Winterpause 2017/18 wechselte er zurück zum mittlerweile in derselben Liga spielenden TSV Schott Mainz. Im Sommer 2018 schloss er sich der FVgg. Kastel 06 an, die in der Kreisoberliga Wiesbaden (8. Liga) spielte. Von Januar 2019 bis 2021 spielte er für den TuS Marienborn in der 6. Liga (Verbandsliga Südwest).
Ab der Spielzeit 2021/22 läuft Huth in der Oberliga Rheinland-Pfalz/Saar (5. Liga) für die TSG Pfeddersheim auf.